# Hidden Nightmares
Hidden Nightmares er en dansk kortfilm fra 2010 med instruktion og manuskript af Petros Goritsas.

## Handling
Denne artikel mangler et handlingsreferat. Hjælp os med at skrive det.

## Medvirkende
- Kim Sønderholm - Martin
- Christa Waldorff - Maria
- Elliott Crosset Hove - Elliott
- Birthe Hove - Eva
- John Sigve Strand - Læge
- Jarl Robert Kristiansen - Patient
- Mihalis Monemvasiotis - Patient